# Krško
Krško (německy Gurkfeld) je město ležící na řece Sávě a územně-správní jednotka (občina) ve Slovinsku v historickém regionu Dolenjska.

## Historie a současnost
V oblasti města se nacházelo osídlení již v pravěku, v době keltské i římské.
Za první písemnou zmínku o Kršku byla považována listina z 29. září 895, o níž však pozdější výzkumy prokázaly, že se jedná o padělek. Trhové právo Krško získalo v roce 1391, status města pak v roce 1477 od císaře Fridricha III. V roce 1573 místní obyvatelstvo pomáhalo vzpurným zemědělcům v jednom z rolnických povstání. V bitvě na Krškém poli porazil baron Jošt Turn rolnickou armádu a poté zajal vůdce odporu. V upomínku těchto událostí se ve městě nachází pomník.
V době protestantské reformace žili ve městě kazatelé Adam Bohorič a Jurij Dalmatin. V průběhu protireformace byl ve městě založen kapucínský klášter s rozsáhlou knihovnou. Klášter zanikl za vlády Josefa II.
Vývoj města byl ve druhé polovině devatenáctého století spojen s manželi Martinem a Josipinou Hočevarovými, kteří mimo jiné ve městě v roce 1877 založili první měšťanskou školu se slovinským vyučovacím jazykem v Kraňsku.
Na rozvoj města měla vliv výstavba celulózky, papírny a jaderné elektrárny. Vlastníkem papíren Vipap Videm Krško byl do listopadu 2019 český stát prostřednictvím Ministerstva financí ČR, pak společnost převzal český investiční holding RIDG.

## Sport
Od roku 1922 zde působí fotbalový klub NK Krško. V roce 2007 se zde konal tenisový turnaj ATP okruhu futures.

## Osobnosti
- Adam Bohorič (1520-1598) – župan obštiny a politik
- Franc Bogovič (* 1963) – župan obštiny a politik
- Jurij Dalmatin (1547-1589) – zdejší rodák a student Bohoriče, teolog a spisovatel
- Janko Hočevar (1810-1886) – místní statkář, rakouský právník a politik
- Martin Hočevar (1810-1886) – místní podnikatel a mecenáš, prorakouský politik
- Jurij Gajer (???-???) – místní podnikatel a poslanec Říšského sněmu
- Viljem Pfeifer (1842-1917) – místní starosta a poslanec Říšské rady